# Санда Мамич
Санда Мамич (нар. 22 березня 1985) — колишня хорватська тенісистка.
Найвищу одиночну позицію світового рейтингу — 83 місце досягла 18 липня 2005, парну — 298 місце — 16 лютого 2004 року.
Здобула 3 одиночні та 1 парний титул туру ITF.
Найвищим досягненням на турнірах Великого шолома було 2 коло в одиночному розряді.
Завершила кар'єру 2014 року.

## Фінали ITF
| турніри $100,000 |
| турніри $75,000  |
| турніри $50,000  |
| турніри $25,000  |
| турніри $10,000  |

### Одиночний розряд: 6 (3–3)
| Результат | Ранг | Дата            | Турнір                  | Покриття | Суперниця         | Рахунок       |
| --------- | ---- | --------------- | ----------------------- | -------- | ----------------- | ------------- |
| Поразка   | 1.   | 16 квітня 2001  | ITF Хвар, Хорватія      | Ґрунт    | Петра Цетковська  | 3–6, 1–6      |
| Перемога  | 2.   | 2 вересня 2002  | ITF К'єті, Італія       | Ґрунт    | Емілі Стеллато    | 6–3, 6–0      |
| Поразка   | 3.   | 23 вересня 2002 | ITF Шопрон, Угорщина    | Ґрунт    | Тіна Шієхтль      | 6–7, 5–7      |
| Поразка   | 4.   | 10 березня 2003 | ITF Макарська, Хорватія | Ґрунт    | Делія Сезкіоряну  | 4–6, 2–6      |
| Перемога  | 5.   | 14 квітня 2003  | ITF Ямаґуті, Японія     | Ґрунт    | Такемура Рьоко    | 6–2, 6–2      |
| Перемога  | 6.   | 12 липня 2004   | ITF Гархінг, Німеччина  | Ґрунт    | Марія Кондратьєва | 6–3, 1–6, 6–2 |

### Парний розряд: 3 (1–2)
| Результат | Ранг | Дата          | Турнір                   | Покриття  | Партнерка    | Суперниці                          | Рахунок       |
| --------- | ---- | ------------- | ------------------------ | --------- | ------------ | ---------------------------------- | ------------- |
| Поразка   | 1.   | 6 травня 2002 | ITF Затон, Хорватія      | Ґрунт     | Тіна Герголд | Даніела Клеменшиц Сандра Клеменшиц | 4–6, 4–6      |
| Перемога  | 2.   | 7 липня 2003  | ITF Дармштадт, Німеччина | Ґрунт     | Ана Врльїч   | Даніела Берчек Марія Головизніна   | 7–6(9–7), 6–1 |
| Поразка   | 3.   | 25 січня 2004 | ITF Бергамо, Італія      | Килим (i) | Іва Майолі   | Альберта Бріанті Кільдін Шевальє   | 4–6, 4–6      |

## Виступи в одиночних турнірах Великого шолома
| W | Ф | ПФ | ЧФ | #Р | КТ | К# | DNQ | A | NH |

| Турнір                                 | 2004 | 2005 | Career SR | В-п за кар'єру |
| -------------------------------------- | ---- | ---- | --------- | -------------- |
| Відкритий чемпіонат Австралії з тенісу |      | 1р   | 0 / 1     | 0–1            |
| Відкритий чемпіонат Франції з тенісу   | 1р   | 2р   | 0 / 2     | 1–2            |
| Вімблдонський турнір                   |      | 1р   | 0 / 1     | 0–1            |
| Відкритий чемпіонат США з тенісу       |      | 1р   | 0 / 1     | 0–1            |